# Champ Car Series 1998
De Champ Car Series 1998 was het twintigste CART kampioenschap dat gehouden werd tussen 1979 en 2007. Het werd gewonnen door de Italiaan Alessandro Zanardi, die dat jaar zeven races won zonder ooit op de pole position te hebben gestaan.

## Races
|    | Datum        | Circuit                         | Winnaar            | Tweede             | Derde                | Pole position      |
| 1  | 15 maart     | Homestead-Miami Speedway        | Michael Andretti   | Greg Moore         | Alessandro Zanardi   | Greg Moore         |
| 2  | 28 maart     | Twin Ring Motegi                | Adrián Fernández   | Al Unser Jr.       | Gil de Ferran        | Jimmy Vasser       |
| 3  | 5 april      | Stratencircuit Long Beach       | Alessandro Zanardi | Dario Franchitti   | Bryan Herta          | Bryan Herta        |
| 4  | 27 april     | Nazareth Speedway               | Jimmy Vasser       | Alessandro Zanardi | Greg Moore           | Patrick Carpentier |
| 5  | 10 mei       | Jacarepaguá                     | Greg Moore         | Alessandro Zanardi | Adrián Fernández     | Dario Franchitti   |
| 6  | 23 mei       | Gateway International Raceway   | Alessandro Zanardi | Michael Andretti   | Greg Moore           | Greg Moore         |
| 7  | 31 mei       | Milwaukee Mile                  | Jimmy Vasser       | Hélio Castroneves  | Al Unser Jr.         | Patrick Carpentier |
| 8  | 7 juni       | Belle Isle Park                 | Alessandro Zanardi | Adrián Fernández   | Gil de Ferran        | Greg Moore         |
| 9  | 21 juni      | Portland International Raceway  | Alessandro Zanardi | Scott Pruett       | Bryan Herta          | Bryan Herta        |
| 10 | 12 juli      | Cleveland                       | Alessandro Zanardi | Michael Andretti   | Dario Franchitti     | Jimmy Vasser       |
| 11 | 19 juli      | Stratencircuit Toronto          | Alessandro Zanardi | Michael Andretti   | Jimmy Vasser         | Dario Franchitti   |
| 12 | 26 juli      | Michigan International Speedway | Greg Moore         | Jimmy Vasser       | Alessandro Zanardi   | Adrián Fernández   |
| 13 | 9 augustus   | Mid-Ohio Sports Car Course      | Adrián Fernández   | Scott Pruett       | Bobby Rahal          | Dario Franchitti   |
| 14 | 16 augustus  | Road America                    | Dario Franchitti   | Alessandro Zanardi | Christian Fittipaldi | Michael Andretti   |
| 15 | 6 september  | Stratencircuit Vancouver        | Dario Franchitti   | Michael Andretti   | Scott Pruett         | Dario Franchitti   |
| 16 | 13 september | Laguna Seca                     | Bryan Herta        | Alessandro Zanardi | Tony Kanaan          | Bryan Herta        |
| 17 | 4 oktober    | Stratencircuit Houston          | Dario Franchitti   | Alessandro Zanardi | Tony Kanaan          | Greg Moore         |
| 18 | 18 oktober   | Surfers Paradise                | Alessandro Zanardi | Dario Franchitti   | Christian Fittipaldi | Dario Franchitti   |
| 19 | 1 november   | California Speedway             | Jimmy Vasser       | Greg Moore         | Alessandro Zanardi   | Scott Pruett       |

## Eindrangschikking (Top 10)
| Rank | Rijder             | Ptn |
| ---- | ------------------ | --- |
| 1.   | Alessandro Zanardi | 285 |
| 2.   | Jimmy Vasser       | 169 |
| 3.   | Dario Franchitti   | 160 |
| 4.   | Adrián Fernández   | 154 |
| 5.   | Greg Moore         | 141 |
| 6.   | Scott Pruett       | 121 |
| 7.   | Michael Andretti   | 112 |
| 8.   | Bryan Herta        | 97  |
| 9.   | Tony Kanaan        | 92  |
| 10.  | Bobby Rahal        | 82  |

1979 · 
1980 ·
1981 ·
1982 ·
1983 ·
1984 ·
1985 ·
1986 ·
1987 ·
1988 ·
1989 ·
1990 ·
1991 ·
1992 ·
1993 ·
1994 ·
1995 ·
1996 ·
1997 ·
1998 ·
1999 ·
2000 ·
2001 ·
2002 ·
2003 ·
2004 ·
2005 ·
2006 ·
2007